# Долганов, Иван Иосифович
Ива́н Ио́сифович Долга́нов (27 ноября 1923, Медведево, Вятская губерния — 1 июня 1956, Йошкар-Ола) — командир орудия 534-го истребительно-противотанкового артиллерийского полка (14-я истребительно-противотанковая артиллерийская бригада, 2-я гвардейская армия, 1-й Прибалтийский фронт), лейтенант Советской Армии, участник Великой Отечественной войны, Герой Советского Союза (1945).

## Биография
Иван Долганов родился 27 ноября 1923 года в деревне Медведево (ныне — Пижанский район Кировской области) в семье крестьянина. Получил среднее образование. В сентябре 1941 года Долганов был призван на службу в Рабоче-крестьянскую Красную Армию. С октября 1942 года — на фронтах Великой Отечественной войны. Принимал участие в боях на Юго-Западном, 3-м Украинском и 1-м Прибалтийском фронтах. К июлю 1944 года старший сержант Иван Долганов командовал орудием 534-го истребительно-противотанкового артиллерийского полка 14-й истребительно-противотанковой артиллерийской бригады 2-й гвардейской армии 1-го Прибалтийского фронта. Участвовал в сражениях на территории Литовской ССР.
28 июля 1944 года расчёт Долганова в бою у населённого пункта Иодзе Кедайнского района уничтожил три танка противника. 16 августа, когда танковые подразделения противника перерезали шоссе Кельме-Шяуляй, Долганов, заменив собой получившего ранение наводчика, уничтожил три танка. Когда орудие было уничтожено, Долганов, несмотря на ранение, продолжал сдерживать противника огнём из стрелкового оружия до подхода подкреплений.
Из наградного листа: 

28 июля 1944 года 5-я батарея в районе дер. Иодзе с марша вступила в бой с танками и пехотой противника.
В 10.00 командир огневого взвода младший лейтенант Неклюдов крикнул: «Танки!» Командир орудия старший сержант Долганов быстро отцепил орудие и развернул его вправо, туда, откуда шли немецкие танки. Тов. Долганов спокойно подпустив их на 300 метров, ударил по танку, и со второго выстрела танк охватило пламенем. Экипаж танка пытался выскочить из люка, но был расстрелян расчетом из автоматов. Второй танк пытался обойти орудие сзади, но не успел – не успев дойти на 100 метров, он был подбит и с разбитой гусеницей замер. Третий танк шел прямо на орудие и вел огонь. Тов. Долганов, сидя у панорамы, сказал: «Не пройдешь, гад!» и ударил по танку в борт, когда он делал поворот. Танк запылал.
Немецкая пехота, идущая сзади танков на бронетранспортерах, скрылась за сарай. Тов. Долганов ударил по сараю зажигательным снарядом, и немецкая пехота, охваченная пламенем, побежала назад.
16 августа 1944 года в 14.00 противник перешел в наступление. Танки противника перерезали шоссе Кельме – Шяуляй и ринулись черной стальной лавиной на наши огневые позиции. Орудие Долганова стояло впереди. На орудие двигалось 8 танков и бронетранспортеры. Тов. Долганов встал за наводчика, выбывшего из строя. Подпустив первый танк, сделал выстрел, танк запылал. В этот момент второй танк совсем близко зашел к орудию сбоку. Долганов развернул орудие и выстрелил. Танк продолжал двигаться. Только с третьего выстрела танк был зажжен. В это время на другое орудие батареи также двигался танк, и это орудие вело по нему огонь безуспешно. Тов. Долганов сделал выстрел по этому танку, но в этот момент вражеский снаряд попал прямо в его орудие Долганову окуляром панорамы подбило глаз. Орудие было разбито – вести огонь было нечем. Вражеская пехота рвалась к огневой позиции. Долганов в упор стал расстреливать из автомата немецких автоматчиков и уничтожил при этом до 50 гитлеровцев.
За проявленное мужество, героизм и отвагу в бою тов. Долганов достоин присвоения звания «Герой Советского Союза».
Командир 14 отдельной истребительно-противотанковой артиллерийской бригады РГК гвардии подполковник Головко
31 августа 1944 года — 
Указом Президиума Верховного Совета СССР от 24 марта 1945 года за «мужество и героизм, проявленные на фронте борьбы с немецкими захватчиками», старший сержант Иван Долганов был удостоен высокого звания Героя Советского Союза с вручением ордена Ленина и медали «Золотая Звезда» за номером 5383.
В 1945 году Долганов окончил курсы младших лейтенантов. С 1949 года служил старшим инспектором лагерного отделения № 1 ИТЛ ГУЛАГ НКВД СССР на строительстве № 816 (Сибирский химический комбинат в городе Северск Томской области). В 1950 году он в звании лейтенанта был уволен в запас. Проживал в Йошкар-Оле, работал на заводе. Умер 1 июня 1956 года, похоронен в городе Советске Кировской области.
Был также награждён рядом медалей.

## Награды
- Медаль «Золотая Звезда» (24.03.1945)[4]
- Орден Ленина (24.08.1943))[5]
- Медаль «За отвагу»  (6.08.1943)[5]
- Медаль «За победу над Германией в Великой Отечественной войне 1941—1945 гг.» (9 мая 1945[6])

## Память

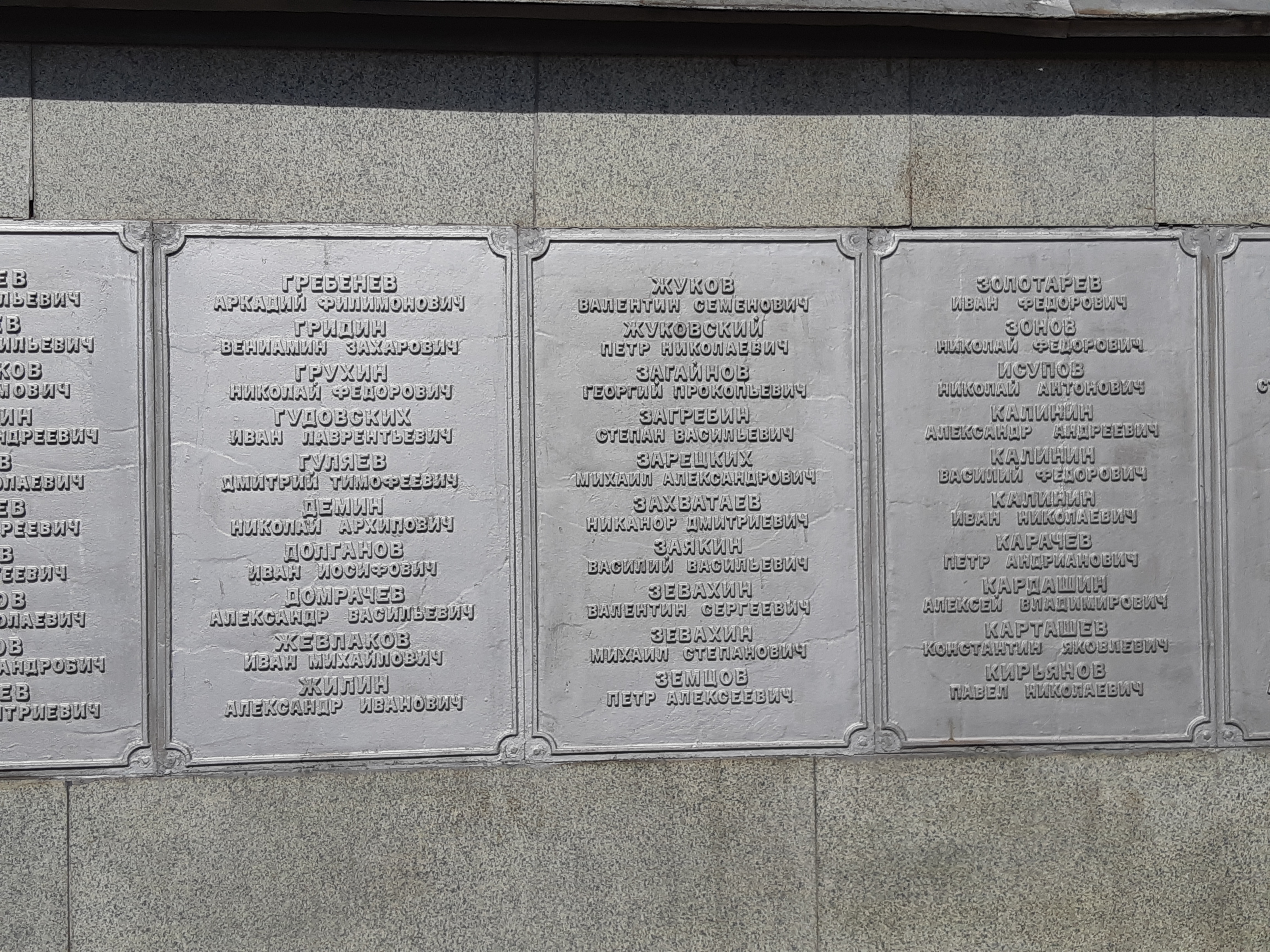
Имя Героя на мемориальной доске в парке Дворца пионеров г. Кирова

- Имя Героя увековечено на мемориальной доске в честь Героев Советского Союза — уроженцев Кировской области в парке Дворца пионеров города Кирова
- Его имя увековечено в Главном Храме Вооружённых сил России, и навсегда запечатлено на мемориале «Дорога памяти».
- Имя Героя высечено золотыми буквами в зале Славы Центрального музея Великой Отечественной войны в Парке Победы города Москвы.

- На могиле героя установлен надгробный памятник.

## В литературе
Отрывок из книги «Герои Советского Союза — кировчане»:
```
«- Видишь, бегут! Бей по левым, а я по правым. Спокойнее!
Долганов вскинул автомат. Двое немцев рухнули. Почти одновременно раздалась очередь напарника.
— Гляди, готовы! — закричал радостно Вилиткеевич.
Но тут сбоку набежало еще человек десять фашистов, и не прояви сноровку старший сержант - не жить бы заряжающему. Долганов дал длинную очередь, затем метнул в гущу врагов гранату-лимонку. Вдруг он зашатался, земля завертелась кругом…»
```